# Staroje Siało (stacja kolejowa)
Staroje Siało (biał. Старое Сяло, ros. Старое Село) – stacja kolejowa w miejscowości Staroje Siało, w rejonie witebskim, w obwodzie witebskim, na Białorusi. Położona jest na linii Witebsk - Połock.